# Numata, Hokkaido
Numata (japanska: 沼田町?, Numata-chō) är en landskommun (köping) i Hokkaido prefektur i Japan. 